# 天主教聖羅莎教區 (危地馬拉)
天主教聖羅莎教區（拉丁語：Dioecesis Sanctae Rosae de Lima）是瓜地馬拉一個羅馬天主教教區，屬危地馬拉總教區。
教區成立於1996年4月27日，位於聖羅莎省。2010年有教友359,000人（佔轄區總人口82.7%）、十六個堂區、三十七名司鐸。現任教區主教為貝爾納維·德赫蘇斯·薩加斯圖梅·萊穆斯。